# Action Directe
Action Directe (AD) (Directe actie) was een linkse stadsguerrillaorganisatie, die in 1979 voor het eerst van zich liet horen. De organisatie was ontstaan als beweging in 1977 uit een samenvoeging van de Groupes d'Action Révolutionnaire Internationalistes (GARI) en de Noyaux Armés pour l'Autonomie Populaire (NAPAP) met het idee om een stad-guerrilla te vormen. De eerste acties vonden tussen 1979 en 1981 plaats waarbij onder de naam Action Directe door vele activisten gewelddadige acties werden uitgevoerd. Toen de Franse regering een amnestie afkondigde in 1981 keerden de meeste activisten het geweld de rug toe. Een minderheid, vooral georganiseerd rond de steden Parijs en Lyon, ging echter verder met hun aanslagen. De beweging bestond vanaf dat moment uit diverse zogenaamde commando's en was gemotiveerd door zowel nationale als internationale sociale misstanden. In 1982 werd Action Directe tot een verboden organisatie verklaard. In totaal worden 73 aanslagen en moorden in de periode 1979-1986 aan Action Directe toegerekend.
Een van de bekendste aanslagen van Action Directe was de moord op Renault-directeur Georges Besse. Op 21 februari 1987 werden de meest prominente leden van Action Directe Jean-Marc Rouillan, Nathalie Ménigon, Joëlle Aubron, en Georges Cipriani gearresteerd op een boerderij in Vitry-aux-Loges in het departement Loire. Na langdurige processen eind jaren 80 waarbij zij enkele malen in hongerstaking gingen o.a. om een status als politiek gevangene te krijgen, werden zij voor verschillende misdrijven veroordeeld tot vele jaren gevangenisstraf. Enkele leden bleven tijdens hun gevangenschap ideologische principes trouw en publiceerden diverse geschriften.
AD had contact met en hanteerde een soortgelijke ideologie als onder andere de Belgische actiegroep Cellules Communistes Combattantes de Duitse guerrillaorganisatie Rote Armee Fraktion, de Italiaanse Comunisti per la Libertà Proletariana alsmede met Portugese linkse activisten. Ook coördineerde zij acties met deze groeperingen tegen NAVO en Europese doelwitten.

### Geschriften van leden vanAction directe
- 1982 Action directe, Pour un projet communiste, Docom
- 1990 Loïc Debray, Jean-Pierre Duteuil, Philippe Godard, Henri Lefebvre, Catherine Régulier, Anne Sveva, Jacques Wajnsztejn, Paroles Directes. Légitimité, révolte et révolution: autour d'Action directe, Acratie
- 1997 Action directe, Textes de prison, 1992-1997, Jargon libre
- 2000 Le Prolétaire précaire, Jean-Marc Rouillan, Nathalie Ménigon, Joëlle Aubron, Régis Schleicher, Acratie
- 2001 Jean-Marc Rouillan, Je hais les matins, Denoël
- 2001 Anarchist Black Cross - Gent, "Interview met Action Directe"

### Boeken overAction Directe
- 1986 Alain Hamon et Jean-Charles Marchand, Action directe. Du terrorisme français à l'euroterrorisme, Le Seuil
- 1987 Roland Jacquard, La longue traque d'Action directe, Albin Michel
- 1995 Michael York Dartnell, Action directe : ultra-left terrorism in France, Londen

### Films overAction Directe
- 2001 Jean-Charles Deniau, Action directe: la révolution à tout prix, Théophraste/France3, Frankrijk
- 2006 Pierre Carles en Georges Minangoy, Ni vieux, ni traîtres, Utopia, Frankrijk